# Partido Comunista Revolucionario (Perú)
El Partido Comunista Revolucionario (PCR) fue un partido comunista peruano, este se formó en 1974, a través de una división en Vanguardia Revolucionaria. 

## Historia
El PCR fue fundado e integrado en su primer comité central por Manuel Dammert, Santiago Pedraglio, Nicolás Lynch y Agustín Haya de la Torre. En 1977 el PCR fundó junto al MIR la coalición "Unidad Democrática Popular". 

## Miembros notables
- Agustín Haya de la Torre
- Luis Mejía Regalado
- Santiago Pedraglio[1]
- Carlos Basombrío[2]
- Manuel Dammert
- Alfredo Thorne[3]
- Nicolás Lynch
- Jorge Nieto

## Participación electoral del PCR
- 1978: UDP
- 1980: UNIR
- 1980 (municipales): IU
- 1983 (municipales): IU
- 1985: IU
- 1986 (municipales): IU
- 1989 (municipales): ASI
- 1990: IS